# Hudson (Massachusetts)
Hudson – miasto w Stanach Zjednoczonych, w stanie Massachusetts, w hrabstwie Middlesex.